# Wielersport op de Olympische Zomerspelen 2012 – BMX mannen
Het wieleronderdeel BMX'en voor mannen van de Olympische Zomerspelen van 2012 vond plaats op 8, 9 en 10 augustus in het London Velopark te Londen, Groot-Brittannië.

## Format
Eerst rijden alle deelnemers een run op het parcours en proberen daarbij de snelste tijd te klokken. Op basis van deze kwalificatie tijd worden de kwartfinale heats ingedeeld. In de kwartfinale gaan alle acht de renners tegen elkaar racen in drie of vijf runs. De winnaar van een run krijgt één punt, de verliezer krijgt er acht. Na drie runs kwalificeren de nummers één en twee van de groep zich direct. De overige deelnemers rijden daarna nog twee runs met hetzelfde puntenprincipe waarna de nummers drie en vier zich ook kwalificeren. In de halve finale worden er geen vierde en vijfde run meer gereden en gaan de beste vier renners na drie runs door naar de finale. In de finale rijden de acht gekwalificeerde deelnemers een run tegen elkaar, de volgorde waarin men over de finish komt is ook de uitslag van de wedstrijd.

## Uitslagen

### Kwalificatie
| Rang | Naam                   | Land | Tijd   | Opmerking |
| ---- | ---------------------- | ---- | ------ | --------- |
| 1    | Raymon van der Biezen  | NED  | 37.779 |           |
| 2    | Joris Daudet           | FRA  | 38.221 |           |
| 3    | Twan van Gendt         | NED  | 38.339 |           |
| 4    | Connor Fields          | USA  | 38.431 |           |
| 5    | Andrés Jiménez Caicedo | COL  | 38.445 |           |
| 6    | Sam Willoughby         | AUS  | 38.496 |           |
| 7    | Nicholas Long          | USA  | 38.601 |           |
| 8    | Renato Rezende         | BRA  | 38.628 |           |
| 9    | Quentin Caleyron       | FRA  | 38.637 |           |
| 10   | Marc Willers           | NZL  | 38.687 |           |
| 11   | Māris Štrombergs       | LAT  | 38.697 |           |
| 12   | Liam Phillips          | GBR  | 38.719 |           |
| 13   | Rihards Veide          | LAT  | 38.753 |           |
| 14   | Carlos Oquendo         | COL  | 38.775 |           |
| 15   | David Herman           | USA  | 38.955 |           |
| 16   | Kurt Pickard           | NZL  | 39.057 |           |
| 17   | Khalen Young           | AUS  | 39.304 |           |
| 18   | Manuel de Vecchi       | ITA  | 39.385 |           |
| 19   | Luis Brethauer         | GER  | 39.431 |           |
| 20   | Tory Nyhaug            | CAN  | 39.515 |           |
| 21   | Jelle van Gorkom       | NED  | 39.529 |           |
| 22   | Brian Kirkham          | AUS  | 39.610 |           |
| 23   | Roger Rinderknecht     | SUI  | 39.618 |           |
| 24   | Emilio Falla           | ECU  | 39.737 |           |
| 25   | Morten Therkildsen     | DEN  | 39.738 |           |
| 26   | Ernesto Pizarro        | ARG  | 39.765 |           |
| 27   | Arnaud Dubois          | BEL  | 39.772 |           |
| 28   | Moana Moo Caille       | FRA  | 40.015 |           |
| 29   | Maik Baier             | GER  | 40.231 |           |
| 30   | Sifiso Nhlapo          | RSA  | 40.788 |           |
| 31   | Daniel Caluag          | PHI  | 40.900 |           |
|      | Edžus Treimanis        | LAT  | DNF    |           |

### Kwartfinales

#### Heat 1
| Rang | Naam                  | Land |            | Run 1      | Run 2        | Run 3          | Run 4          | Run 5          |   | Totaal | Opmerkingen |
| ---- | --------------------- | ---- | ---------- | ---------- | ------------ | -------------- | -------------- | -------------- | - | ------ | ----------- |
| 1    | Raymon van der Biezen | NED  |            | 37.974 (1) | 38.269 (1)   | 38.392 (1)     | Gekwalificeerd | Gekwalificeerd |   | 3      | Q           |
| 2    | Edžus Treimanis       | LAT  | 40.130 (4) | 52.014 (6) | 38.572 (2)   | Gekwalificeerd | Gekwalificeerd | 12             | Q |        |             |
| 3    | Quentin Caleyron      | FRA  | 42.560 (7) | 41.336 (5) | 1:04.609 (5) | 39.162 (1)     | 38.489 (1)     | 19             | q |        |             |
| 4    | Khalen Young          | AUS  | DNF (8)    | 39.189 (2) | 39.456 (3)   | 39.484 (2)     | 1:04.756 (4)   | 19             | q |        |             |
| 5    | Morten Therkildsen    | DEN  | 40.789 (6) | 39.788 (4) | 39.896 (4)   | 40.160 (4)     | 39.104 (2)     | 20             |   |        |             |
| 6    | Emilio Falla          | ECU  | 39.602 (3) | DNF (8)    | 1:31.130 (6) | 39.756 (3)     | 41.793 (3)     | 23             |   |        |             |
| 7    | Kurt Pickard          | NZL  | 40.200 (5) | 39.539 (3) | DNF (7)      | DNS (8)        | DNS (8)        | 31             |   |        |             |
| 8    | Renato Rezende        | BRA  | 38.343 (2) | DNF (8)    | DNS (10)     | DNS (8)        | DNS (8)        | 36             |   |        |             |

#### Heat 2
| Rang | Naam                   | Land |            | Run 1        | Run 2      | Run 3          | Run 4          | Run 5          |   | Totaal | Opmerkingen |
| ---- | ---------------------- | ---- | ---------- | ------------ | ---------- | -------------- | -------------- | -------------- | - | ------ | ----------- |
| 1    | Connor Fields          | USA  |            | 37.721 (1)   | 38.350 (1) | 38.025 (1)     | Gekwalificeerd | Gekwalificeerd |   | 3      | Q           |
| 2    | Liam Phillips          | GBR  | 38.072 (2) | 38.625 (2)   | 38.301 (2) | Gekwalificeerd | Gekwalificeerd | 6              | Q |        |             |
| 3    | Andrés Jiménez Caicedo | COL  | 38.753 (4) | 39.208 (3)   | 38.865 (4) | 38.581 (1)     | 44.026 (5)     | 17             | q |        |             |
| 4    | Rihards Veide          | LAT  | 39.489 (6) | 39.416 (4)   | 38.609 (3) | 39.508 (4)     | 39.110 (2)     | 19             | q |        |             |
| 5    | Tory Nyhaug            | CAN  | 38.610 (3) | 1:03.089 (7) | 39.949 (6) | 39.503 (3)     | 38.808 (1)     | 20             |   |        |             |
| 6    | Moana Moo Caille       | FRA  | 39.191 (5) | 39.560 (5)   | 39.512 (5) | 38.705 (2)     | 1:30.608 (6)   | 23             |   |        |             |
| 7    | Jelle van Gorkom       | NED  | 39.691 (7) | 1:37.793 (8) | 42.707 (8) | 40.419 (5)     | 40.096 (3)     | 31             |   |        |             |
| 8    | Maik Baier             | GER  | 40.558 (8) | 56.453 (6)   | 40.541 (7) | 46.131 (6)     | 41.109 (4)     | 31             |   |        |             |

#### Heat 3
| Rang | Naam               | Land |              | Run 1      | Run 2      | Run 3          | Run 4          | Run 5          |   | Totaal | Opmerkingen |
| ---- | ------------------ | ---- | ------------ | ---------- | ---------- | -------------- | -------------- | -------------- | - | ------ | ----------- |
| 1    | Marc Willers       | NZL  |              | 40.558 (1) | 38.879 (2) | 38.467 (1)     | Gekwalificeerd | Gekwalificeerd |   | 4      | Q           |
| 2    | Joris Daudet       | FRA  | 54.108 (4)   | 38.789 (1) | 38.644 (2) | Gekwalificeerd | Gekwalificeerd | 7              | Q |        |             |
| 3    | David Herman       | USA  | DNF (8)      | 39.400 (3) | 39.373 (4) | 38.319 (1)     | 39.005 (2)     | 18             | q |        |             |
| 4    | Roger Rinderknecht | SUI  | 54.108 (3)   | 39.901 (5) | 39.209 (3) | 39.844 (4)     | 39.453 (3)     | 18             | q |        |             |
| 5    | Nicholas Long      | USA  | 1:46.734 (7) | 39.533 (4) | 39.379 (5) | 38.383 (2)     | 38.428 (1)     | 19             |   |        |             |
| 6    | Ernesto Pizarro    | ARG  | 1:20.748 (6) | 40.179 (6) | 39.905 (7) | 38.799 (3)     | 40.141 (4)     | 26             |   |        |             |
| 7    | Manuel de Vecchi   | ITA  | 53.365 (2)   | 41.499 (8) | 50.728 (8) | 40.342 (6)     | 40.261 (5)     | 29             |   |        |             |
| 8    | Daniel Caluag      | PHI  | 1:02.086 (5) | 40.763 (7) | 39.902 (6) | 40.342 (5)     | 40.380 (6)     | 29             |   |        |             |

#### Heat 4
| Rang | Naam             | Land |            | Run 1      | Run 2      | Run 3          | Run 4          | Run 5          |   | Totaal | Opmerkingen |
| ---- | ---------------- | ---- | ---------- | ---------- | ---------- | -------------- | -------------- | -------------- | - | ------ | ----------- |
| 1    | Twan van Gendt   | NED  |            | 38.094 (1) | 38.190 (2) | 38.402 (4)     | Gekwalificeerd | Gekwalificeerd |   | 7      | Q           |
| 2    | Māris Štrombergs | LAT  | 38.359 (2) | 40.353 (5) | 37.738 (1) | Gekwalificeerd | Gekwalificeerd | 8              | Q |        |             |
| 3    | Sam Willoughby   | AUS  | 40.250 (4) | 37.856 (1) | 38.200 (3) | 38.840 (2)     | 59.499 (6)     | 16             | q |        |             |
| 4    | Carlos Oquendo   | COL  | DNF (8)    | 39.148 (4) | 37.976 (2) | 1:23.505 (6)   | 38.167 (1)     | 21             | q |        |             |
| 5    | Luis Brethauer   | GER  | 43.391 (6) | 39.108 (3) | 39.435 (5) | 40.134 (4)     | 38.973 (4)     | 22             |   |        |             |
| 6    | Arnaud Dubois    | BEL  | 40.179 (3) | 51.285 (8) | 40.003 (7) | 39.564 (3)     | 38.620 (3)     | 24             |   |        |             |
| 7    | Brian Kirkham    | AUS  | 59.988 (7) | 48.026 (7) | 40.519 (8) | 38.158 (1)     | 38.475 (2)     | 25             |   |        |             |
| 8    | Sifiso Nhlapo    | RSA  | 41.773 (5) | 40.539 (6) | 39.653 (6) | 40.377 (5)     | 39.835 (5)     | 27             |   |        |             |

### Halve finales

#### Heat 1
| Rang | Naam                   | Land |              | Run 1      | Run 2      | Run 3      |   | Totaal | Opmerkingen |
| ---- | ---------------------- | ---- | ------------ | ---------- | ---------- | ---------- | - | ------ | ----------- |
| 1    | Connor Fields          | USA  |              | 51.791 (4) | 37.885 (1) | 37.736 (1) |   | 6      | Q           |
| 2    | Raymon van der Biezen  | NED  | 38.372 (1)   | 38.046 (2) | 38.948 (5) | 8          | Q |        |             |
| 3    | Liam Phillips          | GBR  | 38.770 (2)   | 38.179 (3) | 38.509 (4) | 9          | Q |        |             |
| 4    | Andrés Jiménez Caicedo | COL  | 40.730 (3)   | 38.882 (6) | 38.490 (3) | 12         | Q |        |             |
| 5    | Edžus Treimanis        | LAT  | 51.856 (5)   | 39.125 (7) | 37.926 (2) | 14         |   |        |             |
| 6    | Quentin Caleyron       | FRA  | DNF (8)      | 38.392 (4) | 40.265 (6) | 18         |   |        |             |
| 7    | Rihards Veide          | LAT  | 53.670 (6)   | 38.640 (5) | 48.466 (7) | 18         |   |        |             |
| 8    | Khalen Young           | AUS  | 1:40.272 (7) | 45.520 (8) | DNS (10)   | 25         |   |        |             |

#### Heat 2
| Rang | Naam               | Land |              | Run 1      | Run 2        | Run 3      |   | Totaal | Opmerkingen |
| ---- | ------------------ | ---- | ------------ | ---------- | ------------ | ---------- | - | ------ | ----------- |
| 1    | Sam Willoughby     | AUS  |              | 38.059 (1) | 37.542 (1)   | 38.506 (3) |   | 5      | Q           |
| 2    | Twan van Gendt     | NED  | 44.742 (5)   | 37.798 (2) | 38.046 (1)   | 8          | Q |        |             |
| 3    | Māris Štrombergs   | LAT  | 41.856 (4)   | 37.995 (4) | 38.088 (2)   | 10         | Q |        |             |
| 4    | Carlos Oquendo     | COL  | 39.236 (2)   | 37.542 (5) | 38.811 (4)   | 11         | Q |        |             |
| 5    | David Herman       | USA  | 40.277 (3)   | 38.954 (6) | 48.205 (6)   | 15         |   |        |             |
| 6    | Joris Daudet       | FRA  | 45.702 (6)   | 37.990 (3) | 2:05.214 (7) | 16         |   |        |             |
| 7    | Roger Rinderknecht | SUI  | 52.320 (7)   | 40.070 (7) | 43.021 (5)   | 19         |   |        |             |
| 8    | Marc Willers       | NZL  | 1:34.759 (8) | 42.269 (8) | DNS (10)     | 26         |   |        |             |

### Finale
| Rang   | Naam                   | Land | Tijd     | Opmerkingen |
| ------ | ---------------------- | ---- | -------- | ----------- |
| Goud   | Māris Štrombergs       | LAT  | 37.576   |             |
| Zilver | Sam Willoughby         | AUS  | 37.929   |             |
| Brons  | Carlos Oquendo         | COL  | 38.251   |             |
| 4      | Raymon van der Biezen  | NED  | 38.492   |             |
| 5      | Twan van Gendt         | NED  | 44.744   |             |
| 6      | Andrés Jiménez Caicedo | COL  | 53.377   |             |
| 7      | Connor Fields          | USA  | 1:03.033 |             |
| 8      | Liam Phillips          | GBR  | 2:11.918 |             |

2008: Māris Štrombergs ·
2012: Māris Štrombergs ·
2016: Connor Fields ·
2020: Niek Kimmann ·
2024: Joris Daudet